# Alain Bono
Alain Elvis Bono Mack Mboune – noto solo come Alain Bono – (Yaoundé, 19 dicembre 1983) è un ex calciatore camerunese, di ruolo difensore.

## Carriera
Ha iniziato la carriera in Italia, giocando fra seconda e terza serie.
Nel 2007 si trasferisce alla squadra polacca del Widzew Łódź giocando 5 partite, mentre l'anno successivo è al Paris FC, terza serie francese.
Nel 2008 si trasferisce nella squadra kazaka dell'Aqtöbe con cui gioca 5 partite in ambito internazionale.
Chiude la carriera in Finlandia, giocando 9 partite con il KuPS.

## Statistiche

### Presenze e reti nei club
Statistiche aggiornate al 1 gennaio 2024.
| Stagione        | Squadra         | Campionato      | Campionato | Campionato | Coppe nazionali | Coppe nazionali | Coppe nazionali | Coppe europee | Coppe europee | Coppe europee | Altre coppe | Altre coppe | Altre coppe | Totale | Totale | Totale |
| Stagione        | Squadra         | Comp            | Pres       | Reti       | Comp            | Pres            | Reti            | Comp          | Pres          | Reti          | Comp        | Pres        | Reti        | Pres   | Reti   |        |
| --------------- | --------------- | --------------- | ---------- | ---------- | --------------- | --------------- | --------------- | ------------- | ------------- | ------------- | ----------- | ----------- | ----------- | ------ | ------ | ------ |
| 2002-2003       | Alessandria     | C2              | 26         | 0          | -               | -               | -               | -             | -             | -             | -           | -           | -           | 26     | 0      |        |
| 2003-2004       | Ternana         | B               | 0          | 0          | CI              | -               | -               | -             | -             | -             | -           | -           | -           | 0      | 0      |        |
| gen.-giu. 2004  | Paternò         | C1              | 6          | 0          | -               | -               | -               | -             | -             | -             | -           | -           | -           | 6      | 0      |        |
| 2004-2005       | Ternana         | B               | 23         | 0          | CI              | 2               | 0               | -             | -             | -             | -           | -           | -           | 25     | 0      |        |
| 2005-2006       | Ternana         | B               | 29         | 0          | CI              | 1               | 0               | -             | -             | -             | -           | -           | -           | 30     | 0      |        |
| 2006-gen. 2007  | Ternana         | C1              | 7          | 0          | CI              | 1               | 0               | -             | -             | -             | -           | -           | -           | 8      | 0      |        |
| Totale Ternana  | Totale Ternana  | Totale Ternana  | 59         | 0          |                 | 4               | 0               |               | -             | -             |             | -           | -           | 63     | 0      |        |
| gen.-giu. 2007  | Teramo          | C1              | 12+2       | 1+0        | -               | -               | -               | -             | -             | -             | -           | -           | -           | 14     | 1      |        |
| 2007-2008       | Widzew Łódź     | EK              | 5          | 0          | CP              | 1               | 0               | -             | -             | -             | -           | -           | -           | 6      | 0      |        |
| 2008-2009       | Paris FC        | N               | 8          | 0          | CF              | 1               | 0               | -             | -             | -             | -           | -           | -           | 9      | 0      |        |
| 2010            | Aqtóbe          | PL              | 5+10       | 0          | CK              | 2               | 0               | -             | -             | -             | -           | -           | -           | 17     | 0      |        |
| 2011            | Aqtóbe          | PL              | 13         | 0          | CK              | 1               | 0               | UCL+UEL       | 4+1           | 0             | -           | -           | -           | 19     | 0      |        |
| Totale Aqtóbe   | Totale Aqtóbe   | Totale Aqtóbe   | 18+10      | 0          |                 | 3               | 0               |               | 5             | 0             |             | -           | -           | 36     | 0      |        |
| set.-dic. 2011  | KuPS            | VL              | 9          | 1          | CF              | 1               | 0               | -             | -             | -             | -           | -           | -           | 10     | 1      |        |
| Totale carriera | Totale carriera | Totale carriera | 155        | 2          |                 | 10              | 0               |               | 5             | 0             |             | -           | -           | 170    | 2      |        |

## Palmarès

### Club

#### Competizioni nazionali
- Supercoppa del Kazakistan: 1

Aqtöbe: 2010